# القدس (صاروخ)
صاروخ القدس صاروخ فلسطيني، وهو من الأسلحة الصاروخية التي تم تصنيعه تطويره من طرف مهندسي سرايا القدس الجناح العسكري لحركة الجهاد الإسلامي في فلسطين.

## صاروخ القدس 1
- صاروخ يبلغ طوله 70 سنتيمتر
- يتراوح مدى صاروخ «القدس 1» من 7 إلى 10 كيلومترًا.
- تبلغ حمولة رأسه من المواد المتفجرة من 2.5 إلى 4 كيلوغرامات من مادة TNT شديدة الانفجار.

## صاروخ القدس 2
أكثر خطورة من القدس 1 الذي كان يتمتع بمدى أقصر، وكان يسهل اتباعه.
- يتراوح مدى صاروخ «القدس 2» من 9 إلى 12 كيلومترًا.
- تبلغ حمولة رأسه من المواد المتفجرة من 5 إلى 6 كيلوغرامات من مادة TNT شديدة الانفجار.
- يتم إطلاق الصاروخ عن طريق قاذف، حيث يتم وضعه بشكل مائل على حامل ذا ثلاث أرجل.

## صاروخ القدس 3
- وهو صاروخ مطور من أجيال صواريخ القدس.
- يصل طول صاروخ «القدس 3» إلى ما يزيد عن 2 متر.
- يفوق مداه 16 كيلومترًا.
- صاروخ «القدس 3» يحمل رأسًا متفجرًا مكوّنًا مما يزيد عن 10 كيلوغرامات من مادة الـTNT.

## صاروخ القدس أربعة المطور
- وهو صاروخ مطور يحاكي صاروخ غراد الروسي.
- يصل طول صاروخ «القدس المطور» إلى ما يزيد عن 3.5 متر.
- يفوق مداه 22 كيلومترًا.
- يجعل عمق مستوطنة سيديروت في مرماه.
- صاروخ «القدس المطور» يحمل رأسًا متفجرًا مكوّنًا مما يزيد عن 17 كيلوغرامات من مادة الـTNT.

## وصلات خارجية
- الصواريخ الفلسطينية محلية الصنع، الجزيرة نت، 12 سبتمبر 2007 م.